# Hans von Seeckt
Johannes « Hans » Friedrich Leopold von Seeckt (22 avril 1866 – 27 décembre 1936) était un officier allemand. Chef d'état-major d'August von Mackensen, il joua un rôle central dans la planification des victoires remportées par Mackensen pour l'Allemagne à l'Est pendant la Première Guerre mondiale.
Pendant la République de Weimar, il fut chef d'état-major de la Reichswehr de 1919 à 1920 et commandant en chef de l'armée allemande de 1920 jusqu'à sa démission en octobre 1926. Durant cette période, il participa à la réorganisation de l'armée et posa les bases de la doctrine, de la tactique, de l'organisation et de l'entraînement de l'armée allemande. Lorsque Seeckt quitta l'armée allemande en 1926, la Reichswehr disposait d'une doctrine opérationnelle claire et standardisée, ainsi que d'une théorie précise des futures méthodes de combat, qui influencèrent grandement les campagnes militaires menées par la Wehrmacht durant la première moitié de la Seconde Guerre mondiale. Bien que Seeckt ait entrepris de multiples programmes pour contourner les limitations militaires imposées par le traité de Versailles, qui mit officiellement fin à l'état de guerre entre l'Allemagne et les puissances alliées après la Première Guerre mondiale, il fut critiqué pour ne pas avoir accru les réserves d'officiers et d'hommes entraînés de l'armée, principal obstacle au réarmement sous la République.
Seeckt fut député de 1930 à 1932. De 1933 à 1935, il se rendit à plusieurs reprises en Chine en tant que conseiller militaire de Tchang Kaï-chek dans sa guerre contre les communistes chinois. Il fut directement responsable de l'élaboration des campagnes d'encerclement, qui aboutirent à une série de victoires contre l'Armée rouge chinoise qui forcèrent Mao Zedong à une retraite de 9 000 km, également connue sous le nom de Longue Marche.

## Carrière

### Jeunesse
Seeckt est né dans le Schleswig le 22 avril 1866 dans une vieille famille de Poméranie, qui avait été anoblie au XVIIIe siècle. Bien que la famille ait perdu ses domaines, Seeckt était « un aristocrate pur et dur », et son père Richard von Seeckt était un général important au sein de l'armée allemande, terminant sa carrière comme gouverneur militaire de Posen. Seeckt a suivi son père dans le service militaire, rejoignant l'armée en 1885 à l'âge de 18 ans. Il a servi dans les grenadiers de la garde d'élite du Kaiser Alexander, puis a rejoint l'état-major général prussien en 1897. En 1913, Seeckt est devenu chef d'état-major du IIIe Corps, basé à Berlin.

### Grande guerre

#### Affectation
Au début de la Première Guerre mondiale, Seeckt avait le grade de lieutenant-colonel et était chef d'état-major d'Ewald von Lochow au sein du IIIe corps allemand. À la mobilisation, le IIIe corps fut affecté à la 1re armée, sur l'aile droite des forces engagées dans l'offensive du plan Schlieffen en août 1914 sur le front occidental. Début 1915, après une attaque française près de Soissons, Seeckt mit au point une contre-attaque qui fit des milliers de prisonniers et des dizaines de canons. Il fut promu colonel le 27 janvier 1915. En mars 1915, il fut muté sur le front de l'Est pour occuper le poste de chef d'état-major du général August von Mackensen de la 11e armée allemande. Il joua un rôle majeur dans la planification et l'exécution des campagnes couronnées de succès de Mackensen.

#### Chef d'Etat-Major victorieux
Avec la 11e armée, Seeckt participa à la direction de l'offensive de Gorlice-Tarnów du 2 mai au 27 juin 1915, où il fut reconnu pour avoir orchestré la percée de Mackensen qui divisa les deux armées russes. Les Russes ne s'en relevèrent jamais complètement. Seeckt modifia alors la conduite de l'offensive, en poussant les formations de réserve à travers les brèches dans les défenses. Il s'agissait d'une rupture avec la méthode établie de sécurisation des flancs par une progression uniforme, utilisant les formations de réserve pour faciliter la conquête des points forts.En poussant les réserves vers l'arrière, les positions russes furent déstabilisées, entraînant l'effondrement de la ligne défensive. Pour sa contribution, il reçut la distinction « Pour le Mérite », la plus haute distinction militaire prussienne. En juin 1915, Seeckt fut promu au grade de Generalmajor. Il resta chef d'état-major de Mackensen, qui, à l'automne 1915, commandait le groupe d'armées Mackensen, lequel comprenait la 11e armée allemande, la 3e armée austro-hongroise et la 1re armée bulgare, pour une nouvelle campagne en Serbie. Comme lors de l'offensive de Gorlice, Seeckt joua un rôle majeur dans la planification et l'exécution des opérations en Serbie entre le 6 octobre et le 24 novembre 1915. Le dicton se répandit dans l'armée allemande : « Là où est Mackensen, Seeckt est ; là où est Seeckt, est la victoire. ». Pour ses exploits, il reçut les Feuilles de chêne de l'Ordre Pour le Mérite.
En juin 1916, il devint chef d'état-major de la 7e armée austro-hongroise en Galicie, qui luttait désespérément pour endiguer l'offensive du général russe Broussilov. Il devint ensuite chef d'état-major du groupe d'armées austro-hongrois commandé par l'archiduc Charles, qui devint plus tard empereur, et de son cousin l'archiduc Joseph.

#### Conseiller pour l'Empire Ottoman
En 1917, Seeckt fut envoyé dans l'Empire ottoman, allié des puissances centrales, pour remplacer le colonel von Schellendorff au poste de chef d'état-major de l'armée ottomane. En choisissant Seeckt, l'Allemagne envoyait un officier d'état-major de premier ordre, mais cela ne fit guère impression sur les Turcscar l'alliance entre l'Empire ottoman et l'Allemagne était fragile. L'Empire ottoman, en pleine déliquescence, fut incité à se joindre au conflit, avec la promesse qu'une victoire lui permettrait de récupérer les territoires récemment perdus, tandis que l'Allemagne espérait que l'implication des Turcs immobiliserait les forces de l'Entente loin de l'Europe occidentale. Depuis le début du conflit, les efforts allemands pour influencer la stratégie ottomane rencontrèrent un succès limité. Ni Bronsart ni Seeckt ne parvinrent à susciter l'intérêt de l'Empire ottoman pour une stratégie d'envergure. Bien qu'Enver Pacha consultât les officiers allemands, il ignorait leur avis s'il différait du sien. Seeckt a écrit :
« Je... médite, télégraphie, parle, écris et calcule au service de la Turquie et dans l'intérêt de l'Allemagne ».

#### Soutien du génocide arménien
Une opinion répandue au sein du haut commandement allemand était que la division interne d'une nation compromettait sa capacité à mener avec succès une campagne militaire. Seeckt partageait ce point de vue, allant même jusqu'à soutenir les dirigeants de l'Empire ottoman lors du génocide des Arméniens le long de sa frontière orientale en 1915. Ce massacre brutal a suscité un tollé parmi les civils, les ecclésiastiques et les hommes d'État allemands. Lorsque Seeckt est arrivé en Turquie deux ans plus tard, il a soutenu que de telles actions étaient une mesure nécessaire pour sauver la Turquie d'un « déclin interne ». Dans un message datant de juillet 1918, Seeckt répondit aux questions de Berlin en déclarant :
« Il est impossible de s’allier aux Turcs et de défendre les Arméniens. À mon avis, toute considération, chrétienne, sentimentale ou politique, doit être éclipsée par sa nécessité évidente pour l’effort de guerre. »
Seeckt soutint également le Comité Union et Progrès, un groupe d’officiers de l’armée qui avait pris le pouvoir en Turquie et qui tentait de moderniser l’État et la société ottomans afin de mieux soutenir l’armée ottomane dans ses efforts pour remporter la guerre.

#### Négociateur à Versailles
Après la défaite de l’Empire ottoman en octobre 1918, Seeckt contribua à organiser la fuite des Trois Pachas et retourna en Allemagne en novembre 1918. Au printemps 1919, il fut envoyé représenter l'état-major allemand à la conférence de paix de Paris. Il tenta sans succès de convaincre les Alliés de limiter leurs exigences de désarmement de l'Allemagne. Seeckt chercha à conserver une force de 200 000 hommes, ce qui lui fut refusé. En juin 1919, les Allemands se soumirent aux termes du traité de Versailles.

## Architecte de la Reichswehr

### Reconstruire une armée en temps de paix
Le traité de Versailles limita considérablement la taille de l'armée allemande et dissout l'état-major général de l'armée impériale. Il interdisait également à l'armée allemande d'utiliser ou de se procurer des armes modernes. Seeckt fut alors nommé président du nouveau comité militaire chargé de réorganiser l'armée allemande conformément aux dispositions du traité. Il lui incomba de constituer la nouvelle Reichswehr dans le cadre des strictes restrictions imposées aux forces armées. Il fut le dernier homme à occuper le poste de chef d'état-major général de l'empire, et le 11 octobre 1919, il devint le chef effectif de la nouvelle Reichswehr.

Dans une note rédigée en 1919, Seeckt exprima sa colère, largement partagée par d'autres officiers allemands, à l'égard des termes du traité de Versailles. Il se déclara également opposé à l'adhésion de l'Allemagne à la Société des Nations, estimant peu probable que la paix puisse être maintenue par une telle organisation. Bien que favorable à la paix en général, il estimait que la guerre était un état récurrent dans l'histoire humaine et que le devoir d'un officier allemand était d'être prêt à combattre lors de la prochaine guerre, si et quand elle surviendrait. Seeckt affirmait :
Ma propre formation en histoire m'empêche de voir dans l'idée d'une paix permanente autre chose qu'un rêve, et la question de savoir si l'on peut la considérer, selon l'expression de Moltke, comme un « bon rêve » ou non reste ouverte.
Seeckt croyait que la guerre était inévitable et que l'Allemagne du futur se défendrait ou serait à la merci de ses voisins. Il s'efforça de garantir que l'armée allemande conserve l'esprit de défi et d'offensive qui était sa tradition. Bien qu'il ait clairement affirmé que la Reichswehr ne recherchait pas le conflit, il ne croyait pas qu'on puisse empêcher les hommes de « penser comme des hommes » et affirmait que l'un des principaux devoirs d'un officier allemand était de préparer ses hommes et la population à défendre l'Allemagne. Il déclarait :
Les officiers allemands, et en particulier les membres de l'état-major, n'ont jamais cherché le combat pour le plaisir ni été des fauteurs de guerre. Et ils ne devraient pas le faire aujourd'hui. Mais ils ne devraient jamais oublier les hauts faits des guerriers allemands. Garder leur souvenir vivant en nous et dans notre peuple est un devoir sacré. Car alors, ni les officiers ni le peuple ne sombreront dans des illusions de paix épuisantes, mais resteront conscients qu'au moment de vérité, seule la stature personnelle et nationale compte. Si le destin appelle à nouveau le peuple allemand aux armes, et qui peut douter que ce jour vienne, alors les officiers ne devraient pas avoir à faire appel à une nation de faibles, mais à des hommes forts, prêts à saisir des armes familières et fiables. La forme de ces armes importe peu, pourvu qu'elles soient maniées par des mains d'acier et des cœurs de fer. Alors, faisons tout notre possible pour que ce jour-là, ces cœurs et ces mains ne manquent pas. Efforçons-nous sans relâche de renforcer nos corps et nos esprits, ainsi que ceux de nos compatriotes allemands… Il est du devoir de chaque membre de l'état-major de faire de la Reichswehr non seulement un pilier fiable de l'État, mais aussi une école pour les dirigeants de la nation. Au-delà de l'armée elle-même, chaque officier répandra la virilité au sein de la population.

### Stratégie de promotion
Le traité de Versailles limitait l'armée à 100 000 hommes, dont seulement 4 000 pouvaient être officiers. En tant que commandant en chef de la nouvelle Reichswehr, Seeckt souhaitait s'assurer que les meilleurs officiers soient retenus. La Reichswehr était conçue comme une force cadre, susceptible d'être élargie si nécessaire. Les officiers et les sous-officiers étaient formés pour pouvoir commander au moins un galon supérieur. Au début de la Seconde Guerre mondiale, des sous-officiers qualifiés furent promus officier rapidement, car l'intégralité des sous-officiers formés par Seeckt étaient considérés comme aptes à commander des unités beaucoup plus importantes. Presque tous les dirigeants de la Wehrmacht pendant la Seconde Guerre mondiale étaient des hommes que Seeckt avait conservés en 1919-1920.

### Conceptions politiques

#### Général conservateur
Seeckt défendait des opinions politiques conservatrices. C'était un monarchiste qui encourageait le maintien des liens traditionnels avec l'ancienne armée impériale. À cette fin, il désigna des compagnies et des escadrons de la nouvelle Reichswehr comme successeurs directs de certains régiments de l'armée de l'empereur Guillaume II.

#### Antisémitisme
Seeckt entretenait des opinions stéréotypées et désobligeantes à l'égard de la plupart des Juifs. Dans une lettre adressée à sa femme, elle-même partiellement juive, le 19 mai 1919, il écrivait à propos du nouveau Premier ministre prussien, Paul Hirsch : 
Il n'est pas si mauvais et c'est un ancien parlementaire. Néanmoins, il semble tout à fait inapte à ce poste, surtout en tant que Juif ; non seulement parce que cela est en soi provocateur, mais aussi parce que le talent juif est purement critique, donc négatif, et ne peut jamais contribuer à la construction d'un État. Ce n'est pas une bonne chose.
Seeckt a ignoré la Constitution de 1919 qui interdisait la discrimination religieuse. Il a ordonné que les Juifs ne soient pas acceptés dans la Reichswehr, quelle que soit leur qualification.

#### Proximité avec les soviétiques
Seeckt considérait la Deuxième République polonaise comme le cœur des problèmes à l'Est et estimait que son existence était incompatible avec les intérêts vitaux de l'Allemagne. Il était favorable à une alliance avec l'Union soviétique, qui, comme l'Allemagne, avait également perdu des territoires au profit de la Pologne. Après avoir constaté des signes encourageants de la part du nouveau bureau du commissaire à la guerre de Léon Trotski, Seeckt envoya son ami proche Enver Pacha en mission secrète à Moscou pour prendre contact avec les Soviétiques. À l'été 1920, Pacha lui envoya une lettre de Moscou lui demandant des livraisons d'armes allemandes à l'Union soviétique, en échange de quoi Trotski promettait le partage de la Pologne avec l'Allemagne.
Dans son propre pays, Seeckt n'hésita pas à recourir à la force militaire contre les tentatives de prise de pouvoir des communistes allemands, mais ses inquiétudes concernant le communisme n'affectèrent pas son attitude envers l'Union soviétique. Seeckt envisageait son alliance informelle avec l'Union soviétique d'un point de vue pratique plutôt qu'idéologique. Les deux nations étaient faibles à la fin de la guerre et subissaient des menaces extérieures. Seeckt considérait les efforts du général Rüdiger von der Goltz et de ses Freikorps pour créer un État anticommuniste dominé par les Allemands dans la Baltique comme une tentative ridicule de revenir en arrière. Seeckt était tout à fait favorable à ce que Goltz conquière les États baltes si cela était possible, mais il était très hostile à l'idée d'utiliser son projet d'État comme base pour renverser les bolcheviques. Pour lui, la Pologne était le principal ennemi et l'Union soviétique un allié très utile contre la Pologne, il considérait donc les plans anticommunistes de Goltz avec une certaine hostilité.

#### Soutien aux putschistes
De nombreux militaires refusèrent de reconnaître la légitimité de la République démocratique de Weimar, en raison de son adhésion aux termes du Traité de Versailles. Sous la direction de Seeckt, des efforts furent déployés pour isoler la Reichswehr de la politique allemande. Certains qualifient la Reichswehr d'« État dans l'État », ce qui signifie qu'elle opérait largement en dehors du contrôle des politiciens. L'objectif principal de la politique de Seeckt était de maintenir la puissance et le prestige de l'armée en évitant les dissensions internes. Son rôle lors du putsch de Kapp en mars 1920 en est la parfaite illustration. Durant le putsch, Seeckt désobéit aux ordres du ministre de la Défense Gustav Noske, du chancelier Gustav Bauer et du président du Reich Friedrich Ebert de réprimer le putsch, affirmant : « Il est hors de question d'envoyer la Reichswehr combattre ces gens. » Les actions de Seeckt étaient totalement illégales, car selon la constitution de Weimar, le président était le commandant en chef suprême, et de plus, Seeckt avait violé le serment de la Reichswehreid, qui engageait l'armée à défendre la république. Seeckt ordonna à l'armée de ne pas tenir compte des ordres d'Ebert de défendre la république, adoptant une attitude de neutralité apparente, ce qui revenait de fait à soutenir le putsch de Kapp en privant le gouvernement des moyens de se défendre. Seeckt n'avait aucune loyauté envers la république de Weimar, et ses sympathies allaient entièrement au putsch de Kapp. Cependant, il considérait le putsch comme prématuré et préféra rester sur la défensive en attendant l'évolution de la situation plutôt que de s'y engager. En raison du refus de Seeckt de défendre le gouvernement qu'il avait prêté serment solennel de défendre, le gouvernement fut contraint de fuir Berlin, qui fut prise par la brigade de marine Ehrhardt le matin du 13 mars 1920 sans qu'un seul coup de feu ne soit tiré.
Le putsch n'a échoué qu'après que le gouvernement ait appelé à une grève générale, ce qui a paralysé l'économie allemande. Une fois qu'il fut clair que le régime établi à Berlin sous la direction nominale de Wolfgang Kapp ne pouvait fonctionner en raison de la grève générale, Seeckt envoya le colonel Wilhelm Heye rencontrer le général Walther von Lüttwitz, véritable chef du putsch de Kapp, pour l'informer qu'il était temps d'y mettre fin. Le bras droit de Ludendorff, le colonel Max Bauer, demanda à Seeckt de devenir dictateur ; ce qu'il refusa avec mépris. Parallèlement, Seeckt manifesta sa sympathie pour le putsch en s'arrangeant avec le capitaine Hermann Ehrhardt pour que la brigade de marine Ehrhardt quitte Berlin avec tous les honneurs de la guerre. Au cours de cette marche, les hommes de la brigade de marine Ehrhardt tirèrent sur des Berlinois railleurs, tuant plusieurs d'entre eux. Seuls les quelques officiers et soldats qui avaient tenté de défendre la république furent démis de leurs fonctions. Les officiers dirigés par Seeckt qui n'avaient rien fait pour défendre la république furent autorisés à poursuivre leurs activités. La remarque de Seeckt aux dirigeants de la République, selon laquelle « la Reichswehr ne tire pas sur la Reichswehr », suscita la controverse. Son attitude réservée envers la République de Weimar est illustrée par une brève conversation avec le président Ebert. Interrogé par ce dernier sur la position de la Reichswehr, Seeckt répondit : « La Reichswehr est derrière moi », et à la question de savoir si la Reichswehr était fiable, Seeckt répondit : « Je ne sais pas si elle l'est, mais elle obéit à mes ordres ! »

#### Avis géopolitiques divers
Seeckt considérait la France, forte de son importante armée continentale, comme la principale menace pour l'Allemagne et l'adversaire d'une future guerre. Il voyait la Pologne comme un État vassal de la France. Il prônait le renforcement de l'Allemagne par tous les moyens possibles, y compris la collaboration avec l'Union soviétique. Il pensait que l'Angleterre serait finalement contrainte de mener une guerre contre son ennemi historique, la France, et que, le cas échéant, l'Angleterre chercherait un allié sur le continent pour supporter le fardeau d'une guerre terrestre. Il estimait qu'une Allemagne forte serait un allié plus attractif qu'une Allemagne faible. Le soutien entre l'Allemagne et les Soviétiques était perçu sous cet angle, comme un accord qui renforcerait la puissance des deux nations. Il ne pensait pas qu'un tel accord aliénerait l'Angleterre. Bien que Seeckt fût farouchement anticommuniste et déterminé à tenir l'Allemagne à distance du communisme, cela ne signifiait pas qu'il ne conclurait pas d'accords avec l'Union soviétique qui renforceraient la position de l'Allemagne dans le monde.

### Refus de livrer les criminels de guerre
Après que les Alliés eurent envoyé au gouvernement allemand une liste de criminels de guerre à juger, Seeckt convoqua une conférence des officiers d'état-major et des chefs de service le 9 février 1920 et leur annonça que si le gouvernement allemand refusait catégoriquement ou ne parvenait pas à rejeter les demandes alliées, la Reichswehr s'y opposerait par tous les moyens, même si cela impliquait la reprise des hostilités. Il ajouta que si les Alliés envahissaient l'Allemagne – ce qu'il pensait qu'ils ne feraient pas –, l'armée allemande à l'ouest devrait se replier derrière la Weser et l'Elbe, car c'est là que des positions défensives avaient déjà été construites. À l'est, les troupes allemandes envahiraient la Pologne et tenteraient d'établir des contacts avec l'Union soviétique, après quoi elles marcheraient contre la France et la Grande-Bretagne. Il ajouta que le matériel de guerre allemand ne serait désormais plus vendu ni détruit et que l'armée ne serait réduite que sur le papier. Un ministre de l'Intérieur prussien, Albert Grzesinski, écrivit que des membres de l'état-major de Seeckt avaient déclaré que Seeckt souhaitait une dictature militaire, peut-être dirigée par Gustav Noske.

### Créateur de la Reichewerh noire
De 1920 à 1926, Seeckt occupa le poste de Chef der Heeresleitung – commandant de fait, sinon de nom, de l'armée de la nouvelle République de Weimar, la Reichswehr. Œuvrant à la construction d'une armée de métier, dans le cadre et hors du cadre du Traité de Versailles, Seeckt défendit le concept d'armée comme « État dans l'État ». Ce concept correspondait aux conditions du Traité de Versailles, qui visaient à créer une armée de métier à long terme, avec un effectif maximal de 100 000 volontaires et sans réserves significatives – une force incapable de rivaliser avec l'armée française, bien plus nombreuse. En 1921, Seeckt fonda les Arbeitskommandos (commandos de travail), commandés par le major Bruno Ernst Buchrucker. Il s'agissait d'un commandement de soldats à peine déguisé en groupe de travail destiné à contribuer à des projets civils, alors que son objectif réel était de permettre à la Reichswehr de contourner la restriction du traité de Versailles limitant l'armée allemande à 100 000 hommes. Le contrôle des Arbeirakommandos était exercé par un groupe composé de Fedor von Bock, Kurt von Schleicher, Eugen Ott et Kurt von Hammerstein-Equord. Ce qui allait devenir la « Reichswehr noire » devint tristement célèbre pour sa pratique consistant à recourir aux Fememord pour punir les « traîtres » qui, par exemple, révélaient l'emplacement des stocks d'armes ou les noms de leurs membres. Lors des procès de certains accusés, l'accusation affirma que les meurtres avaient été ordonnés par des officiers du groupe de Bock. Le journaliste Carl von Ossietzky écrivit : « … [l'accusé] n'a fait qu'exécuter les ordres qui lui avaient été donnés, et le colonel von Bock, et probablement le colonel von Schleicher et le général Seeckt, auraient certainement dû être assis à ses côtés dans le box des accusés. »
À plusieurs reprises, Bock et ses officiers ont nié devant le tribunal que le ministère de la Reichswehr ait eu connaissance de la « Reichswehr noire » ou des meurtres qu'elle avait commis. Dans une lettre secrète adressée au président de la Cour suprême allemande, qui jugeait un membre de la Reichswehr noire pour meurtre, Seeckt a admis que la Reichswehr noire était sous le contrôle de la Reichswehr et a soutenu que les meurtres étaient justifiés par la lutte contre Versailles, le tribunal devait donc acquitter l'accusé.

### Accords secrets avec l'URSS
En 1921, Seeckt a demandé à Kurt von Schleicher du Sondergruppe R de négocier les accords avec Leonid Krasin pour l'aide allemande à l'industrie d'armement soviétique. En septembre 1921, lors d'une réunion secrète dans l'appartement de Schleicher, les détails d'un accord pour l'aide financière et technologique allemande pour le développement de l'industrie d'armement soviétique en échange du soutien soviétique pour aider l'Allemagne à échapper aux clauses de désarmement du traité de Versailles ont été convenus. Schleicher avait alors créé une société écran connue sous le nom de GEFU (Gesellschaft zur Förderung gewerblicher Unternehmungen-Company) qui a canalisé 75 millions de Reichsmark dans l'industrie d'armement soviétique. La GEFU a fondé des usines en Union soviétique pour la production d'avions, de chars, d'obus d'artillerie et de gaz toxiques. Les contrats d'armement de la GEFU en Union soviétique ont permis à l'Allemagne de ne pas prendre de retard en matière de technologie militaire dans les années 1920, malgré son désarmement par Versailles, et ont posé les bases secrètes dans les années 1920 du réarmement ouvert des années 1930.

### Divergences sur la diplomatie
La politique de Seeckt suscita des tensions avec l'ancien ministre des Affaires étrangères, le comte Ulrich von Brockdorff-Rantzau, qui devait être nommé ambassadeur à Moscou. Brockdorff-Rantzau était tout aussi déterminé que Seeckt à détruire Versailles, mais préférait atteindre cet objectif par une alliance avec la Grande-Bretagne. De plus, Brockdorff-Rantzau craignait qu'un rapprochement trop étroit avec l'Union soviétique n'aliène la Grande-Bretagne et ne la pousse dans les bras de la France. En réponse, le 11 septembre 1922, Seeckt lui envoya une note intitulée « L'attitude de l'Allemagne face au problème russe ». Parmi les arguments de Seeckt, on peut citer :
L'Allemagne doit mener une politique d'action. Tout État doit le faire. Dès qu'il cesse de mener une politique d'avant-garde, il cesse d'être un État. Une politique active doit avoir un objectif et une force motrice. Pour la mener à bien, il est essentiel d'évaluer correctement ses propres forces et de comprendre simultanément les méthodes et les objectifs des autres puissances.
L'homme qui fonde ses idées politiques sur la faiblesse de son propre pays, qui ne voit que des dangers ou dont le seul désir est de rester immobile, ne mène aucune politique et doit être tenu à l'écart du champ de l'action.
Les années 1814-1815 ont vu la France s'effondrer militairement et politiquement. Pourtant, personne au Congrès de Vienne n'a mené une politique plus active que Talleyrand – au profit de la France. Le monde a-t-il jamais connu une catastrophe plus grande que celle subie par la Russie lors de la dernière guerre ? Et pourtant, avec quelle vigueur le gouvernement soviétique s'est relevé, tant à l'intérieur qu'à l'extérieur ! L'homme malade de l'Europe ne semblait-il pas mort une fois de plus et définitivement, enterré par le traité de Sèvres ? Pourtant, aujourd'hui, après la victoire sur la Grèce, il tient tête à l'Angleterre avec confiance. Il a mené une politique turque active.
Les premiers pas de l'Allemagne en politique active, le traité de Rapallo, ne l'ont-ils pas enfin rapprochée d'un plus grand respect ?
Ce traité divise l'opinion publique lorsqu'on aborde le problème russe. L'essentiel n'est pas son intérêt économique, certes non négligeable, mais son succès politique. Cette association entre l'Allemagne et la Russie est le premier et presque le seul renforcement de puissance que nous ayons obtenu depuis la paix. Que cette association commence sur le plan économique est une conséquence naturelle de la situation générale, mais sa force réside dans le fait que ce rapprochement économique ouvre la voie à la possibilité d'une association politique et, par conséquent, militaire. Il ne fait aucun doute qu'une telle double association renforcerait l'Allemagne, et aussi la Russie… Toute politique de réconciliation et d'apaisement envers la France – qu'elle soit menée par un Stinnes ou par le général Ludendorff – est vouée à l'échec puisqu'elle vise un succès politique. La question de l’orientation vers l’Ouest, pour ce qui concerne la France, est écartée…

La nation allemande, forte de sa majorité socialiste, serait opposée à une politique d'action qui impliquerait la possibilité d'une guerre. Force est de constater que l'esprit qui animait la délégation de paix à Versailles n'a pas encore disparu, et que ce cri stupide de « Plus jamais la guerre !» trouve un large écho. Il est repris par de nombreux éléments bourgeois-pacifistes, mais parmi les ouvriers, et aussi parmi les membres du Parti social-démocrate officiel, nombreux sont ceux qui ne sont pas prêts à manger dans la main de la France et de la Pologne. Il est vrai qu'il existe un besoin de paix largement répandu et compréhensible au sein du peuple allemand. Les esprits les plus lucides, face au pour et au contre de la guerre, seront ceux des militaires, mais mener une politique, c'est prendre l'initiative. Malgré tout, le peuple allemand suivra le chef dans la lutte pour son existence. Notre tâche est de nous préparer à cette lutte, car elle ne nous sera pas épargnée.

### Sympathies modérées pour le nazisme
Seeckt se préoccupait de renforcer l'Allemagne et, après avoir rencontré Adolf Hitler pour la première fois le 11 mars 1923, il écrivit : « Nous avions le même objectif ; seuls nos chemins différaient.» Bien sûr, Seeckt n'était pas pleinement conscient des objectifs d'Hitler. Il dut bientôt s'opposer à plusieurs insurrections, dont le putsch Hitler-Ludendorff. Seeckt savait que le but de ces insurrections était de renverser le gouvernement qui avait accepté les termes du traité et de déclencher une guerre contre la France, mais il estimait que cela aurait entraîné la destruction des faibles forces allemandes et une occupation française du territoire allemand. Dans la nuit du 29 au 30 septembre 1923, la Reichswehr noire, sous la direction du major Buchrucker, tenta un putsch. Seeckt réagit promptement, ordonnant à la Reichswehr d'écraser le putsch de Buschrucker en assiégeant les forts qu'il avait conquis à l'extérieur de Berlin. Deux jours plus tard, Buchrucker se rendit. Deux mois plus tard, Seeckt réprima le putsch d'Hitler les 8 et 9 novembre 1923, insistant sur le fait que la division bavaroise de la Reichswehr devait rester fidèle à l'État. L'historien britannique John Wheeler-Bennett écrivit que Seeckt était loyal au Reich, et non à la République, et qu'il sympathisait idéologiquement avec Erich Ludendorff, Buchrucker et Hitler.
Seeckt ne s'opposa au putsch de la Brasserie de Munich et à celui de Buckrucker que parce que l'objectif affiché des nazis et des putschistes noirs de la Reichswehr était de rejeter l'accord de paix sur la Ruhrkampf conclu en septembre et d'entrer en guerre avec la France en 1923. Seeckt, connaissant l'issue la plus probable d'une telle guerre, préférait que la République de Weimar subsiste, du moins pour le moment où de douloureux compromis seraient nécessaires. Il s'opposa fermement aux traités de Locarno, qu'il considérait comme une forme d'apaisement envers la France, et se montra sceptique quant à l'adhésion de l'Allemagne à la Société des Nations, estimant qu'elle compromettait ses liens avec l'Union soviétique. Seeckt s'opposait notamment à l'adhésion à la Société des Nations, car l'une des conditions d'adhésion était l'engagement de ne pas s'engager dans des agressions contre d'autres membres, ce qui freinait quelque peu ses projets d'agression contre la Pologne. Dans une note de 1925, Seeckt déclarait : « Nous devons devenir puissants, et dès que nous aurons le pouvoir, nous reprendrons naturellement tout ce que nous avons perdu. »

### Réforme de l'armée
Seeckt a fait de l'entraînement de la Reichswehr le plus rigoureux au monde. Il a formé les soldats au combat antiaérien et antichar en fabriquant des armes en bois et en organisant des simulations de batailles sous prétexte de préparer les soldats à la réinsertion dans la vie civile. La discipline instaurée par Seeckt au sein de cette petite armée était très différente de celle des armées allemandes précédentes. Par exemple, au lieu des sévères punitions de l'armée impériale, les délinquants mineurs étaient contraints de passer leurs heures de service allongés sous un lit à chanter de vieux cantiques luthériens. Pour donner à l'entraînement une allure moins militaire, des photographies de recrues apprenant des sujets tels que l'anatomie équine et l'apiculture furent publiées. L'armée fut réformée pour que les promotions soient plus rapides et plus importantes, permettant à des capitaines en temps de paix de devenir colonel en temps de guerre.

### Chute
Hans von Seeckt fut contraint de démissionner le 9 octobre 1926 pour avoir invité le prince Guillaume, petit-fils de l'ancien empereur, à assister à des manœuvres militaires sous l'uniforme des anciens gardes à pied impériaux, sans avoir préalablement sollicité l'approbation du gouvernement. La publication de cette infraction par la presse républicaine créa une tempête. Il faut dénoncé par son protégé, le général Von Schleicher. Le ministre de la Reichswehr, Otto Gessler, déclara au président von Hindenburg que Seeckt devait démissionner, faute de quoi il serait contraint de démissionner lui-même. Soutenu par le cabinet, Hindenburg demanda la démission de Seeckt. Lors d'un entretien final et douloureux avec Seeckt, Hindenburg souligna qu'il devait partir pour empêcher la démission du gouvernement, et non à cause de son invitation au prince.

### Influence sur la future Wehrmacht
L'armée avec laquelle l'Allemagne entra en guerre en 1939 était en grande partie l'œuvre de Seeckt. Les tactiques et les concepts opérationnels de la Wehrmacht furent élaborés par Seeckt dans les années 1920. De plus, la majorité des officiers supérieurs et de nombreux officiers de rang intermédiaire étaient des hommes que Seeckt avait choisi de conserver dans la Reichswehr. Seeckt créa 57 comités différents pour étudier la dernière guerre afin d'en tirer des enseignements pour la prochaine. Il  déclara : 
« Il est absolument nécessaire de mettre l'expérience de la guerre sous un jour large et de la recueillir tant que les impressions acquises sur le champ de bataille sont encore fraîches et qu'une grande partie des officiers expérimentés occupent encore des postes de direction. »
Le résultat fut l'ouvrage de 1921, Leadership and Battle with Combined Arms, qui présentait les tactiques et les idées opérationnelles interarmes qui servirent ensuite de doctrine à la Wehrmacht pendant la Seconde Guerre mondiale. Seeckt envisageait que l'Allemagne remporterait la prochaine guerre grâce à une série d'opérations hautement mobiles combinant artillerie, infanterie, blindés et forces aériennes, œuvrant de concert pour concentrer une puissance de feu supérieure et écraser l'ennemi aux points cruciaux. Voyant le rôle crucial de la puissance aérienne dans la guerre suivante, Seeckt conserva dans la Reichswehr un grand nombre d'officiers expérimentés en combat aérien. Ces officiers formèrent le futur corps des officiers de la Luftwaffe dans les années 1930.

## Général à la retraite

### Ephémère carrière politique
Après avoir échoué à obtenir un siège en tant que candidat du Zentrum, Seeckt a été élu au Reichstag en tant que membre du DVP, servant de 1930 à 1932. En octobre 1931, Seeckt était un orateur invité lors d'un rassemblement à Bad Harzburg qui a conduit à la fondation du Front de Harzburg. Lors de l'élection présidentielle de 1932, il a écrit à sa sœur, l'exhortant à voter pour Hitler.

### Influent conseiller de Tchang Kai Shek

#### Renforcement des relations
De 1933 à 1935, il a servi comme conseiller de Tchang Kai-shek et a aidé à établir une nouvelle base pour la coopération sino-allemande jusqu'en 1941. En octobre 1933, Seeckt est arrivé en Chine pour diriger la mission militaire allemande. Au moment de son arrivée, les relations sino-allemandes étaient dans un mauvais état en raison de l'arrogance raciste des Allemands, et Tchang envisageait de licencier les Allemands et de faire venir une mission militaire française. Afin de sauver la mission militaire, Seeckt ordonna aux officiers allemands de se comporter avec plus de tact envers les Chinois et de commencer à montrer un certain respect pour les sensibilités locales.

#### Réforme de l'armée nationaliste
Seeckt informa Tchang que la Chine aurait besoin de 60 divisions pour former une armée. Il proposa de l'équiper d'armes modernes et de l'entraîner aux opérations interarmes qu'il avait déjà utilisées pour entraîner l'armée allemande dans les années 1920. Seeckt insista sur le fait qu'il aurait besoin des meilleurs officiers chinois pour les entraîner à la guerre moderne. Son objectif était de faire de l'Armée nationale révolutionnaire, comme l'armée allemande d'après-guerre, une force capable de compenser son manque de quantité par la qualité de ses soldats professionnels. De plus, Seeckt insista sur le fait qu'il souhaitait la fin du régionalisme dans l'armée chinoise. L'armée devait être dirigée par des officiers fidèles à Tchang uniquement. Ainsi, Seeckt exhorta Tchang à fortifier la basse vallée du Yangtsé et à adopter des politiques d'industrialisation afin de gagner son indépendance vis-à-vis de l'industrie occidentale. À cette fin, Seeckt a suggéré un accord commercial entre la Chine et l'Allemagne, où l'Allemagne recevrait les minéraux nécessaires à la fabrication d'armes, en particulier le tungstène, et la Chine serait fournie en armes et en machines industrielles nécessaires pour rendre le pays autosuffisante dans la production de ces armes d'ici une décénnie. En mars 1934, Tchang a non seulement nommé Seeckt comme son conseiller militaire en chef, mais l'a également nommé comme vice-président du Conseil des affaires militaires. À ce titre, Seeckt a présidé les réunions bihebdomadaires à Nankin entre Tchang et ses généraux les plus hauts gradés. Lors d'une réunion au mont Lu en 1934, le plan de Seeckt pour 60 divisions a été adopté. Pour créer cette armée, un plan de 10 ans a été adopté. Les officiers formés par Seeckt ont joué un rôle important plus tard dans la résistance chinoise à l'invasion japonaise de la Chine.

#### Déclencheur de la longue marche
Début 1934, Seeckt conseilla à Tchang que, pour vaincre les communistes chinois, il lui fallait recourir à la politique de la terre brûlée. Cette politique nécessitait la construction d'une série de lignes et de forts autour des zones contrôlées par les communistes dans le soviet du Jiangxi afin de contraindre les guérilleros communistes à combattre à découvert, là où la puissance de feu supérieure des nationalistes leur donnerait l'avantage. Suivant les conseils de Seeckt, au printemps et à l'été 1934, le Kuomintang construisit trois mille forts « en forme de carapace de tortue » reliés par une série de routes, tout en poursuivant une politique de la terre brûlée. Ce sont les tactiques de Seeckt qui menèrent à une série de défaites subies par les communistes chinois, qui aboutirent en octobre 1934 à la tristement célèbre Longue Marche.

## Pour aller plus loin

### Ouvrages publiés (en français)
- Pensées d'un soldat, Éditions du cavalier, 1932